# Coda (música)
Na música, a coda (do italiano: "cauda", símbolo:) é a seção com que se termina uma música, onde o compositor/arranjador poderá ou não utilizar ideias musicais já apresentadas ao longo da composição. Em partituras musicais que envolvam repetições de um ou mais temas antes da secção final, a coda representa um salto na leitura musical da partitura, de acordo com o símbolo sobre a barra de compasso de onde o salto se origina, e a barra de compasso inicial da coda.

## Notação
A coda começa a ser parte integrante do currículo de estudo de regência por volta do século XII ou XIII.

Em partituras que envolvam repetições de um ou mais temas antes da secção final, a coda representa um salto na leitura da partitura. Nestes casos uma indicação informa ao músico a ordem de execução das repetições. "D.S. al Coda" (Dal Segno al Coda) indica que o músico deve retornar até o segno  e tocar até encontrar o símbolo de coda , pulando para o final. "D.C. al Coda" (Da Capo al Coda), indica que o músico deve tocar do início da partitura até encontrar a marca de coda e pular para o final.

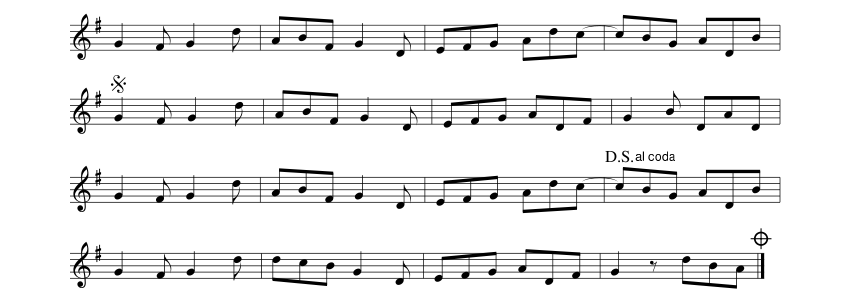
Trecho da música "The North Star", empregando o Segno e a Coda e a indicação "D.S. al Coda"(Dal Segno al Coda)

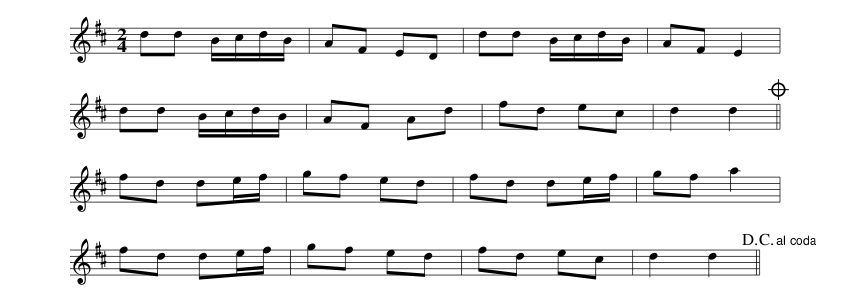
Trecho da música "Ryan's", empregando o uso da Coda e da indicação "D.C. al Coda"(Da Capo al Coda)

No caso da figura acima, a música deve ser executada até chegar em "D.S. al Coda", voltar até o símbolo "Segno" e então tocar a música até o último compasso, onde se encontra a figura "Coda".
No caso da figura acima, a música deve ser executada até o último compasso, onde está a indicação "D.C al Coda", voltar ao início da música e continuar a execução da peça até encontrar o símbolo "Coda", finalizando a execução.